# Great Timble
Great Timble – civil parish w Anglii, w North Yorkshire, w dystrykcie (unitary authority) North Yorkshire. W 2011 civil parish liczyła 142 mieszkańców; W 2016 – 133 mieszkańców.